# Yasuda Yoshitatsu

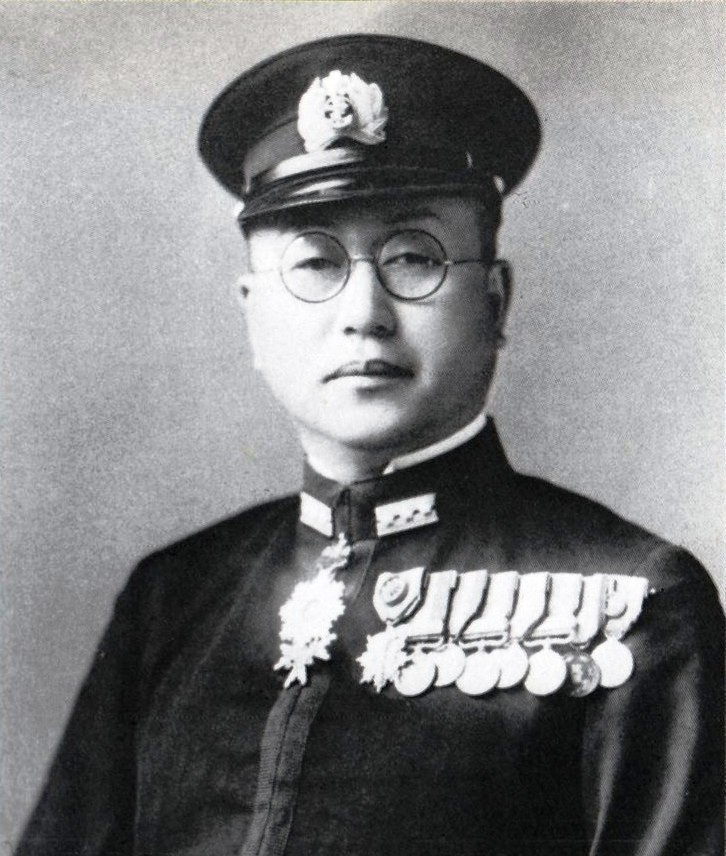
Yasuda Yoshitatsu

Yasuda Yoshitatsu (japanisch 安田 義達; * 1. März 1898; † 2. Januar 1943) war ein Offizier der Kaiserlich Japanischen Marine. Yasuda war mit Ōta Minoru eine Autorität in der amphibischen Kriegführung und war eine repräsentative Figur der japanischen Marine. Posthum wurde er noch während des Pazifikkrieges zum Vizeadmiral befördert.

## Frühes Leben
Yasuda Yoshitatsu wurde in der damaligen Stadt Fuchū (jap. 府中町 Fuchū-chō) im Landkreis Ashina (heute kreisfreie Stadt Fuchū) der Präfektur Hiroshima geboren. Im Jahre 1918 absolvierte er als 66. von 124 Teilnehmern die Kaiserlich Japanische Marineakademie.

### Experte im Landkrieg

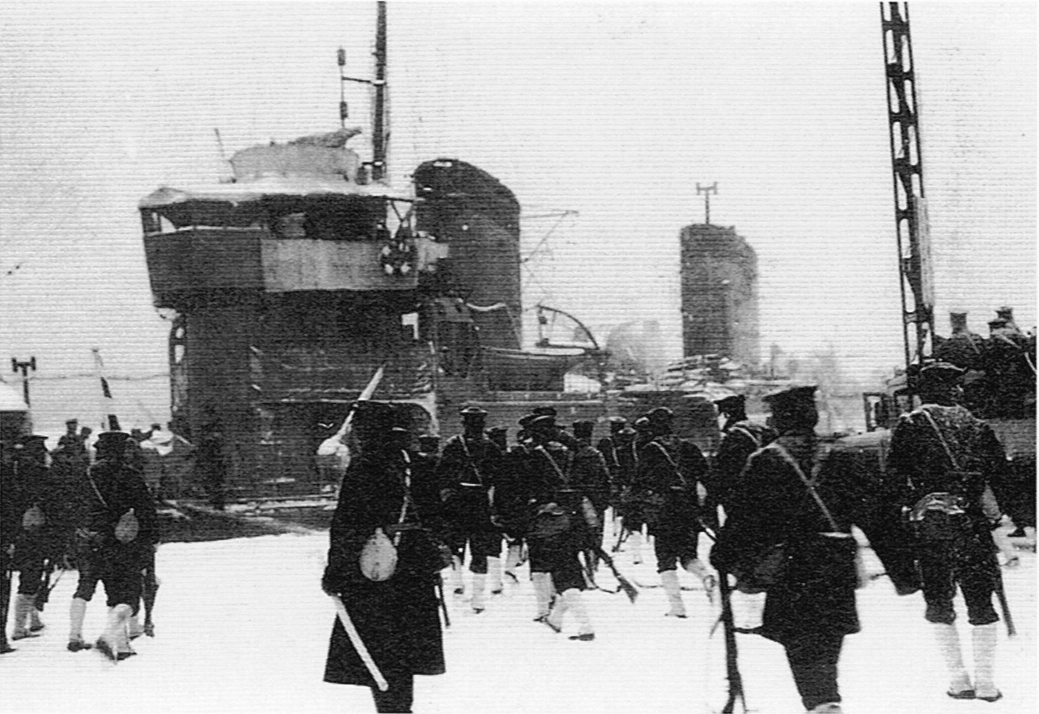
Die Bodenstreitkräfte der japanische Marine während des Putsches am 26. Februar. Yasuda nahm als Stabsoffizier der Marine daran teil.

Nachdem Yasuda die Ausbildung an der Marineartillerieschule (海軍砲術学校 かいぐんほうじゅつがっこう) in Yokosuka absolviert hatte, diente er als Offizier auf den Schlachtschiffen Hiei und Mutsu. Später absolvierte er noch eine spezielle Ausbildung an der Artillerieschule und wurde dann an die Kaiserlich Japanische Infanterieschule versetzt. Absolventen der Spezialkurse der Artillerieschule waren selten, bis 1942 gab es nur sieben. Yasuda war der erste, der diese Qualifikation erreichte.
Am 1. Dezember 1930 wurde er zum Kaigun-shōsa (Korvettenkapitän) und am 15. November 1935 zum Kaigun-chūsa (Fregattenkapitän) befördert. In seiner Dienstzeit war er, mit Unterbrechungen, sechs Jahre lang Ausbilder an der Marineartillerieschule. Während des Putschversuches in Japan am 26. Februar 1936 wurde er Stabsoffizier im Marineministerium und wurde von der Marinewerft Yokosuka nach Tokio versetzt. Ein Jahr später, im Zweiten Japanisch-Chinesischen Krieg, war er der Kommandeur der Speziallandungskräfte, die an der Schlacht um Shanghai im Jahre 1937 teilnahmen. Damit entwickelte er sich zu einem Spezialisten für den Landkrieg innerhalb der japanischen Marine. Außerdem war er Erste Offizier des Schweren Kreuzers Tone.
Im Jahre 1940 wurde Yasuda zum Kaigun-daisa (Kapitän zur See) befördert. Während der Zeit bekam er den Spitznamen "Oberst Yasuda". Später wurde er Kommandant der Artillerieschule in Kannonzaki bei Yokosuka, die eingerichtet wurde, um auch Soldaten der Marine im Landkrieg auszubilden und auch Schulungen für die Flugabwehr der Marine durchzuführen. Diese Schule der Kaiserlich Japanischen Marine war die erste, die sich auch mit dem Krieg an Land befasste. Als der Pazifikkrieg begann wurde er Kommandant der 5. Speziallandungstruppen in Yokosuka.

## Schlacht von Buna
Nach der Schlacht um Midway wurde Yasuda nach Neuguinea versetzt und war für die Verteidigung von Buna verantwortlich. Als am 16. November 1942 die Landungsoperation der amerikanisch-australischen Alliierten unter dem Kommando von Generalleutnant Eichelberger begann, gab Yasuda die bestehenden Hauptquartiereinrichtungen auf und richtete ein neues Hauptquartier in der Nähe des Landepunkts der Alliierten, also in Frontnähe, ein. Diese Entscheidung Yasudas steigerte die Moral der Truppen.
In Zusammenarbeit mit Oberst Shigesho Yamamoto, dem Kommandeur des 144. Infanterieregiments des Heeres, und Major Tsuneichi Yamamoto kämpfte er etwa 50 Tage lang gegen die alliierten Streitkräfte. Am Ende soll er im Angesicht feindlicher Soldaten Seppuku (Suizid) begangen haben. Die Einheit wurde fast vollständig vernichtet, bis auf den Adjutanten, der auf Befehl flüchtete. Die Schlacht bei Buna wurde als die weltweit heftigste Schlacht in der Geschichte des US-Militärs beschrieben.

## Vermächtnis
Yasuda hinterließ ein umfangreiches Testament, das einem taktischen Handbuch ähnelte, in dem die Angriffsmethoden, Gewohnheiten und Gegenmaßnahmen der alliierten Streitkräfte detailliert beschrieben wurden, was vom Heer sehr geschätzt wurde. Die Zeitung Mainichi Shimbun brachte in ihrer Abendausgabe die Fortsetzungsserie "Die Legende von Vizeadmiral Yasuda" heraus, die gegen Ende des Krieges unter dem Titel "Kommandant der Yasuda-Landstreitkräfte" veröffentlicht wurde. Der Autor war Marinefähnrich Yoshikawa Eiji.